# ズオウ
ズオウ、ゾゾとは、A・A・ミルン作「クマのプーさん」に登場する架空のキャラクター。イギリス英語の原語発音は「ヘッフォラン（Heffalump）」で、象を意味する名詞「エレファン（elephant）」に無声のHが付いた類似音になる。
日本語訳では以下の2つの訳語がある。
- ゾゾ - 石井桃子による訳語[1]。
- ズオウ - ディズニー版における訳語。

## 登場作品

### 原作
- プー横丁に建った家（1928年）

### ディズニー
- プーさんと大あらし（1968年）
- 新くまのプーさん（1988年～1991年）
- ザ・ブック・オブ・プー（2001年）
- くまのプーさん ザ・ムービー/はじめまして、ランピー!（2005年）
- くまのプーさん ランピーとぶるぶるおばけ（2005年）

## 原作におけるズオウ（ゾゾ）
「プー横丁に建った家」で、クリストファー・ロビンから教えられ、プーとコブタが捕まえようとした象のような生き物。ズオウ（ゾゾ）を捕まえようと大好物の蜂蜜で釣るが、ズオウ（ゾゾ）は現れなかった。なぜなら、ズオウ（ゾゾ）は架空の生き物であり、実在しなかったからである。

## ディズニーにおけるズオウ
作品により実在しているかどうか、本当に悪者かどうかが異なる。
- プーさんと大あらし

ヒイタチ（Woozles）とともに、プーさんの夢の中に出てくる。
- 新くまのプーさん

プー、ピグレット、ティガーが夜のキャンプでズオウ一家に出会う。驚いたティガーは、数々のアレルギーを持つ父親ズオウに戦いを挑む。しかし、木の枝が引っ張られ、ズオウの子供ジュニアとピグレットが高い木へ投げ出されてしまう。普段は臆病なピグレットだが、勇気を出してジュニアを救出。みんなで仲良くマシュマロを食べる。また、他の回にはこれとは関係ないズオウとヒイタチの盗賊コンビも登場する。
- ザ・ブック・オブ・プー

ある日、ピグレットは森の集会で自分の意見をみんなの前で言えず悩む。その夜に見た夢でピグレットはズオウの王様になる夢を見る。夢の中のズオウ・ハーマン達がピグレットの言葉をきいてくれることに自信を持ち、ピグレットは翌日の集会で自分の意見を発表する勇気を持つ。
- くまのプーさん・ザ・ムービー はじめまして!ランピー

カンガルーの子供ルーの生まれて初めて出来た親友ランピーのデビュー作。